# Antoni Muniesa Baldrich

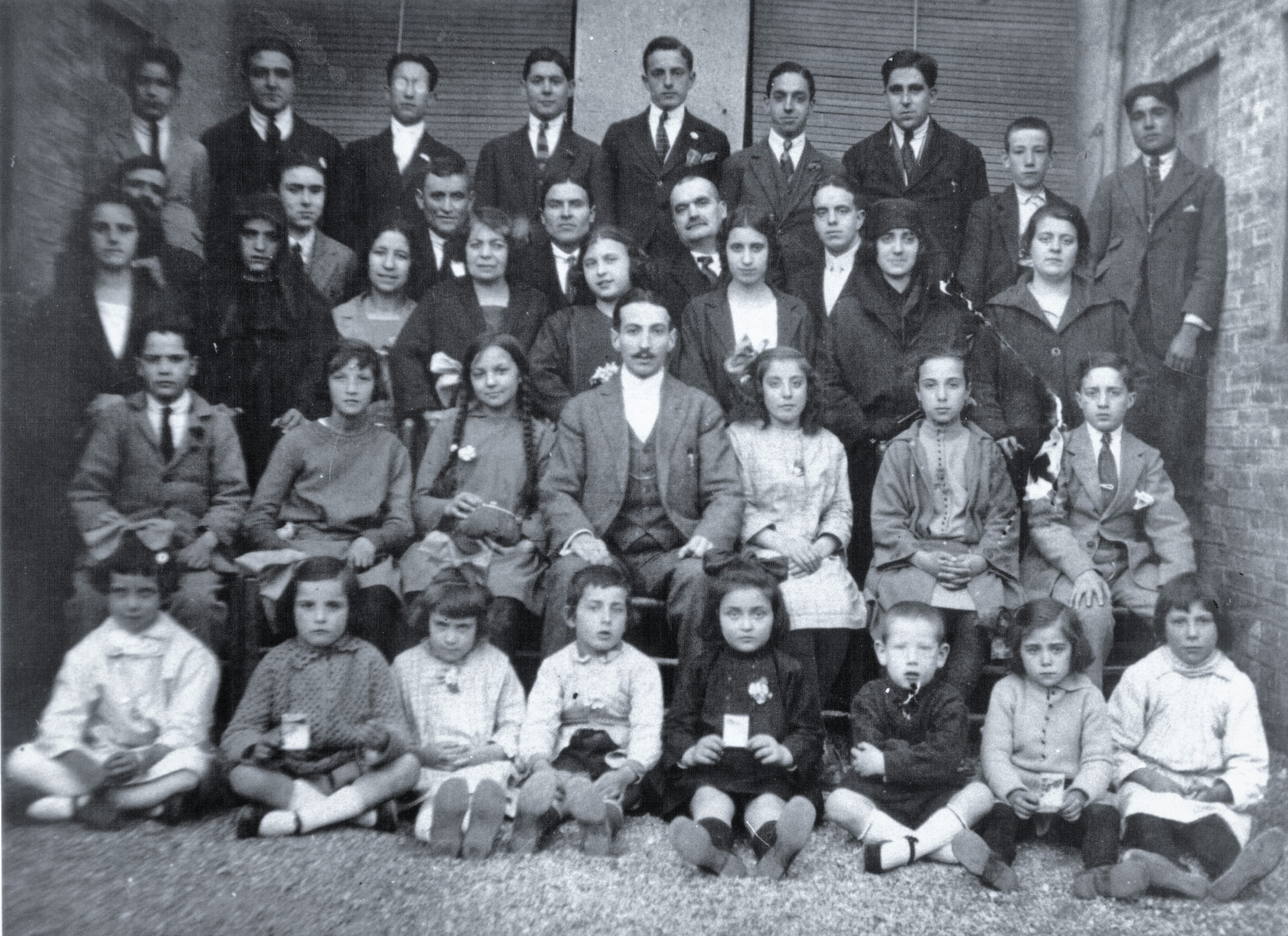
Antoni Muniesa (assegut al centre) amb joves i nens de l'església de Sabadell i alguns responsables (foto 1921). Arxiu de la 1eebs.

Antoni Muniesa Baldrich (Sabadell, Vallès Occidental, 12 de setembre de 1896 - Figueres, Alt Empordà, 1 de juliol de 1934) fou un pastor evangèlic català.

## Biografia

### Primera joventut
Antoni Muniesa Baldrich va néixer a Sabadell el 12 de setembre de 1896. Fill del jornaler Jaume Muniesa Elias i de Modesta Baldrich Mongai. La seva mare era simpatitzant del grup protestant que a principis de segle XX es reunia al carrer Turull, 119 de Sabadell. Antoni, en un primer moment, desaprovava aquesta vinculació amb els evangèlics.
Per raons d'estudis, Muniesa es va traslladar a Barcelona durant dos anys. Allà va conèixer Ambròs Celma, pastor d'una església evangèlica baptista de la ciutat. Aquesta relació el conduí a interessar-se més de prop per la fe protestant. La seva implicació dins de l'església el va portar a instruir-se i posteriorment a convertir-se. Fou batejat el 1916 a l'església baptista dirigida per Ambròs Celma. De fet, Muniesa en va ser un estret col·laborador durant molts anys, ajudant-lo a les diverses comunitats baptistes catalanes.

### Responsable i col·laborador
En retornar a Sabadell tingué cura de la congregació des de 1918 fins 1922, ocupant-se de les prèdiques i altres responsabilitats en absència d'Ambròs Celma amb especial dedicació als nens i les nenes de les escoles dominicals.
El 1922 Muniesa va ser designat pastor i responsable de les comunitats de l'Empordà (Figueres, Llançà, L'Estartit i L'Escala). Anys enrere, al Congrés Evangèlic del 1919, celebrat a Madrid, Muniesa va fer amistat amb Rossend Audivert, dirigent de la comunitat de L'Escala. Fruit d'aquesta relació, Antoni va conèixer a Sara, la filla de Rossend amb la qual va contraure matrimoni el 1923. La ceremonia es va celebrar al jutjat de Torroella de Montgrí.
La seva esposa va morir un any després i Muniesa es va tornar a casar el 1926 amb la germana de Sara, Lídia. D'aquestes segones núpcies, nasqueren dos fills: Sara i David.

### Pastor i missioner
Estant ja consolidat en la direcció pastoral de l'església de Figueres, càrrec que ocuparà fins al final dels seus dies, Muniesa ampliarà el seu camp missioner fins més enllà de la frontera francesa on hi havia algunes comunitats d'espanyols, per exemple, visitant les esglésies de Parpinyà i Montpeller i en particular la de Tolosa de Llenguadoc, fundada per David Barrosa, membre de l'església baptista de Sabadell i resident a aquesta localitat des del 1929.
Arran de la crisi econòmica del 1929, la Foreign Mission Board americana va reduir drasticament les ajudes a les esglésies baptistes europees i en conseqüència, Muniesa va ser convidat a deixar les seves responsabilitats a l'Empordà i tornar-se'n a Barcelona. Però tant ell com el seu amic Samuel Vila, amb algunes ajudes de persones particulars, van decidir no abandonar la comarca, dedicant-se a predicar de forma itinerant amb un camió per les congregacions de la zona i les del sud de França.
Aquesta activitat, però, durà poc temps ja que Muniesa va morir el dia 1 de juliol de 1934, als 37 anys d'edat.